# Villars-sous-Yens
Villars-sous-Yens é uma comuna da Suíça, situada no distrito de Morges, no cantão de Vaud. Tem 3,06 km² de área e sua população em 2018 foi estimada em 608 habitantes.